# Svenska Iglooklubben
Svenska Iglooklubben stiftades 13 maj 1939 av 21 stycken erfarna ”iglooister”, bland dem fanns Gustaf Birch-Lindgren, Olle Rimfors, David ”Mr Jones” Jonason, Sven Swärd m fl.
Iglooklubbens huvuduppgift är att främja långfärder i högfjället under vintertid. Den började som en kamratsammanslutning av deltagare från Skidfrämjandets fjällexpeditioner som övernattat minst sju nätter i igloo.
Under medlemmarnas iglooexpeditioner, framför allt i Lapplandsfjällen, utvecklades och testades fjällutrustning och redskap så att allmänheten senare skulle kunna dra nytta av den. Deras långfärder bidrog bland annat till att fjällpulkorna fick dagens skaklar i stället för draglina och man fick också uppdraget att undersöka funktionen och lämpligheten av vakuumtorkad mat långt innan den släpptes ut på marknaden. Likaså utvecklades snöspaden med deras hjälp.
Erfarenheterna från iglooexpeditionerna kom också militären till stor nytta när igloon infördes som bivackeringsalternativ till tält, snögrop och snögrotta.
Det pionjärarbete Iglooklubbens medlemmar utförde var också starkt bidragande till den gyllene epok som Friluftsfrämjandet upplevde under mitten av 1900-talet, och har varit av mycket stor betydelse för svenskt friluftsliv vintertid. Det var också dessa pionjärer som gav upphov till den så kallade iglooismen.
Iglooklubben existerar alltjämt och en av de senaste[när?] som invaldes till medlem var Ola Skinnarmo.